# Нуарон-сюр-Сен
Нуаро́н-сюр-Сен (фр. Noiron-sur-Seine) — коммуна во Франции, находится в регионе Бургундия. Департамент коммуны — Кот-д’Ор. Входит в состав кантона Шатийон-сюр-Сен. Округ коммуны — Монбар.
Код INSEE коммуны — 21460.

## Население
Население коммуны на 2010 год составляло 81 человек.
| 1962 | 1968 | 1975 | 1982 | 1990 | 1999 | 2010 |
| ---- | ---- | ---- | ---- | ---- | ---- | ---- |
| 147  | 131  | 114  | 109  | 98   | 91   | 81   |

## Экономика
В 2010 году среди 49 человек трудоспособного возраста (15—64 лет) 26 были экономически активными, 23 — неактивными (показатель активности — 53,1 %, в 1999 году было 56,6 %). Из 26 активных жителей работали 24 человека (11 мужчин и 13 женщин), безработных было 2 (2 мужчин и 0 женщин). Среди 23 неактивных 9 человек были учениками или студентами, 9 — пенсионерами, 5 были неактивными по другим причинам.